# Том Реувені
Том Реувені (івр. תום ראובני; нар. 12 червня 2000, Рамат-Ган, Ізраїль) — ізраїльський яхтсмен-віндсерфер, олімпійський чемпіон, який спеціалізується в класах RS:X та iQFoil. Він виграв золоті медалі на молодіжному чемпіонаті світу у класі RS: X у 2017 році, чемпіонаті світу в класі RS: X серед чоловіків у молодіжних змаганнях у 2019 році, та на чемпіонаті світу в молодіжних змаганнях серед чоловіків у 2020 році. Він представляв Ізраїль на Олімпійських іграх у Парижі 2024 року, та виграв золоту медаль у чоловічих змаганнях у класі IQFoil.

## Ранні роки життя
Том Реувені народився в місті Рамат-Ган в Ізраїлі, є євреєм за походженням, спочатку жив у кібуці Сдот-Ям, пізніше перебрався до міста Рош-га-Аїн. Він є сином доктора Ронена Реувені, спортивного фізіолога, і технічного автора Кейт Реувені (уроджена Браун). Його батько народився в Ізраїлі, а мати за походженням британка та навернена юдейка. Том Реувені має старшу сестру Іден і двох молодших братів, у тому числі одного, який служить в Армії оборони Ізраїлю після нападу ХАМАС на Ізраїль 7 жовтня 2023 року. Батьки Реувені заохочували його займатися спортом з дитинства, і він займався кількома різними видами спорту, включаючи велоспорт, плавання, теніс і серфінг.

## Спортивна кар'єра
Тренером Тома Реувені є Гал Фрідман, який виграв золоту медаль у віндсерфінгу на Олімпійських іграх 2004 року.

### Ранні роки
Реувені почав займатися серфінгом у 8 років. У 10 років він почав займатися віндсерфінгом. Реувені виграв бронзову медаль на молодіжному чемпіонаті світу у класі RS:X у 2016 році в Чірколо-Серф-Торболе. Також він виграв золоту медаль на молодіжному чемпіонаті світу в класі RS: X у 2017 році. Також Реувені виграв золоту медаль на чемпіонаті світу в класі RS: X серед чоловіків у молодіжних змаганнях 2019 року в Торболе, і золоту медаль на чемпіонаті світу RS: X серед чоловіків у молодіжних змаганнях 2020 року в Сорренто в Австралії.

### З 2022 року
На чемпіонаті світу в класі iQFoil 2022 року, який проходив у французькому місті Брест, Реувені посів четверте місце. У 2023 році він здобув бронзову медаль на змаганнях у рамках Кубка світу з вітрильного спорту «Princess Cup» у Пальмі в Іспанії.
На чемпіонаті світу в класі iQFoil 2024 року, який проходив на острові Лансароте, Реувені посів восьме місце. Незабаром після змагань виконавчий комітет Ізраїльської вітрильної асоціації обрав Реувені представляти Ізраїль на літніх Олімпійських іграх 2024 року. Олімпійський комітет Ізраїлю не вважав Реувені претендентом на медаль. Під час підготовки спортсмен сказав: «У Газі все ще є заручники, і це було важке тренування, коли вся країна горить».

### Олімпійські ігри в Парижі 2024 року
Том Реувені представляв Ізраїль на Олімпійських іграх у Парижі 2024 року, та виграв золоту медаль у чоловічих змаганнях у класі IQFoil, які проходили в Марселі. після перемоги на іграх він сказав: «Я зробив це для наших відважних солдатів».
Президент Ізраїлю Іцхак Герцоґ сказав Реувені:
«Ти плив на поверхні води, як щось божественне. Ви порадували цілу націю, націю, яка воює, і націю, яка молиться за повернення тих, хто в заручниках…. наш гімн, Га-Тіква, надіюсь, прозвучав вперше на цій Олімпіаді….»
Оригінальний текст (англ.)
[You floated on the surface of the water like something divine. You made a whole nation happy, a nation that is at war and a nation that prays for the return of those being held hostage.... our anthem was played, Hatikva, hope, for the first time in these Olympics....] Помилка: {{Lang}}: текст вже має курсивний шрифт (допомога)